# Eurylister ceramicola
Eurylister ceramicola är en skalbaggsart som först beskrevs av Sylvain Auguste de Marseul 1864.  Eurylister ceramicola ingår i släktet Eurylister och familjen stumpbaggar. Inga underarter finns listade i Catalogue of Life.